# Langdon Place
Langdon Place är en stad (city) i Jefferson County i delstaten Kentucky, USA. 2010 hade staden 936 invånare.